# Moosbrunn
Moosbrunn is een gemeente in de Oostenrijkse deelstaat Neder-Oostenrijk, gelegen in het district Bruck an der Leitha (BL). De gemeente heeft ongeveer 1500 inwoners.

## Geografie
Moosbrunn heeft een oppervlakte van 16,91 km². Het ligt in het noordoosten van het land, vlak bij de hoofdstad Wenen.
Moosbrunn hoorde van 1954 tot en met 2016 bij het district Wien-Umgebung (WU). Dit politieke district werd per 1 januari 2017 opgeheven en sinds die datum maakt de gemeente Moosbrunn deel uit van het district Bruck an der Leitha.
Ebergassing · Fischamend · Gablitz · Gerasdorf bei Wien · Gramatneusiedl · Himberg · Klein-Neusiedl · Klosterneuburg · Lanzendorf · Leopoldsdorf · Maria Lanzendorf · Mauerbach · Moosbrunn · Pressbaum · Purkersdorf · Rauchenwarth · Schwadorf · Schwechat · Tullnerbach · Wolfsgraben · Zwölfaxing
- Gemeinsame Normdatei: 4648849-2
- Virtual International Authority File: 246967872